# René Penoy
René Amédée Émile Penoy est un homme politique français, né le 16 juin 1912 à Stenay (Meuse) et décédé le 25 janvier 1973 à Paris. En 1944, il est le fondateur du Mouvement républicain populaire (MRP) dans les Ardennes. Fidèle dès lors à ce parti, il est constamment réélu député de ce département durant toute la Quatrième République.

## Parcours
Dans l'entre-deux-guerres, après un passage par l’École des Ponts et Chaussées de Charleville, il devient adjoint technique principal de cette École. Il milite également au sein de la Confédération Française des Travailleurs Chrétiens (CFTC).
Pendant la Seconde Guerre mondiale, il participe à la Résistance. Membre de Libération-Nord, il fait partie du Comité département de Libération en 1944. Cette même année 1944, dans une certaine continuité par rapport à ses engagements de syndicaliste, il fonde le MRP dans les Ardennes. 
En juin 1946, il est élu seul représentant de la liste MRP, laquelle obtient 34 646 voix sur 123 255 suffrages exprimés, se positionnant au second rang, derrière la liste du parti communiste et devant la liste de la SFIO.
En novembre 1946, il est réélu à la tête de la liste MRP qui obtient 44 604 voix sur les 118 841 suffrages exprimés, devançant cette fois le Parti communiste (39 441), le Parti socialiste (28 469) et les radicaux-socialistes (6 327). Il vote pour le plan Marshall le 7 juillet 1948 et pour le Pacte atlantique un an plus tard. 
Aux élections législatives de 1951, René Penoy est réélu. Mais la liste MRP ne se positionne plus qu’en troisième. René Penoy est un député assidu. L'ancien élève de l'école des ponts et chaussée se spécialise plus particulièrement dans les transports en France. En février 1955, il est désigné par la commission des affaires économiques, pour faire partie de la commission interparlementaire chargée d’étudier la simplification des formalités de frontières pour les voyageurs, leurs bagages et leurs véhicules automobiles. Il propose, quelques jours plus tard, une loi consacrée à la coordination et à l’harmonisation des transports ferroviaires et routiers. Il fait également partie de l'Union des fédéralistes français, section française de l'Union des fédéralistes européens, regroupant les partisans d'une confédération européenne plus forte.
Le 4 octobre 1955, René Penoy dépose une proposition de loi visant à modifier le décret promulgué par le gouvernement Pierre Mendès France onze mois auparavant, le 13 novembre 1954, sur le régime fiscal des bouilleurs de cru. Cette suggestion est assortie d'une demande de discussion d'urgence visantt à suspendre l'application du décret du 13 novembre 1954 sur les bouilleurs de cru jusqu'au dépôt par le gouvernement d'un projet d'ensemble de lutte contre l'alcoolisme.. La proposition, déposée à huit mois des élections, fait sourire l'ensemble des députés présents. Le groupe MRP réagit en indiquant que cette proposition a été émise à titre personnel et qu'elle ne saurait engager l'ensemble du groupe. D'autant qu'un autre membre du groupe, l'ancienne ministre de la Santé Germaine Poinso-Chapuis, a fait d'autres propositions renforçant la lutte contre l'alcool. René Penoy retire finalement sa demande de discussion d’urgence jointe à cette proposition. Un mois et demi plus tard, le 29 novembre 1955, Edgar Faure, qui avait succédé à Mendès-France, est mis en minorité par les députés à la suite d'un désaccord dans sa majorité sur le mode de scrutin des prochaines législatives. Edgard Faure utilise une des dispositions de la constitution pour provoquer la dissolution de l'Assemblée, dans un contexte d'instabilité et de crise politique.
En janvier 1956, à la suite des élections anticipées provoquées par la dissolution, René Penoy est réélu député des Ardennes. La liste du Mouvement républicain populaire, qu’il mène, n'obtient par contre que 15,3 % des suffrages exprimés. Il est le seul élu de sa liste. Le parti vainqueur dans le département est le Front républicain, qui s'empare de deux des quatre sièges, le dernier allant aux communistes. Le député MRP rejoint çà nouveau la commission des moyens de communication et du tourisme. 
En mai 1958, il se prononce pour l’investiture de Pierre Pflimlin, pour l’état d’urgence, pour la révision constitutionnelle et pour les pleins pouvoirs au général de Gaulle.
Il est à nouveau candidat du MRP à la première législature de la Cinquième République, marqué par une réduction du nombre de députés, qui passe de 540 à 460, et en Ardennes de 5 à 3, et par un scrutin majoritaire unilatéral à deux tours. Il est battu mais un autre candidat du mouvement, Maurice Blin, est élu dans une autre circonscription du département. L'Union pour la nouvelle République, fondée depuis peu, bénéficie de l'aura du général De Gaulle auprès de l'électorat modéré, même si René Penoy met en avant dans sa profession de foi ses échanges épistolaires avec celui qui n'est encore que le Président du conseil. Les Indépendants et paysans d'action sociale s'emparent également d'une partie de l'électorat du MRP. René Penoy reconquiert un poste de conseiller municipal de Mézières en 1959 (ce qu'il avait déjà été de 1946 à 1956) et le reste jusqu’en 1966. En 1966, la commune de Mézières fusionne avec celle de Charleville. En 1969, il devient vice-président de l’Amicale des inspecteurs des transports et secrétaires CFDT. Il décède le 25 janvier 1973 dans le 19e arrondissement de Paris.